# Біосигнатура

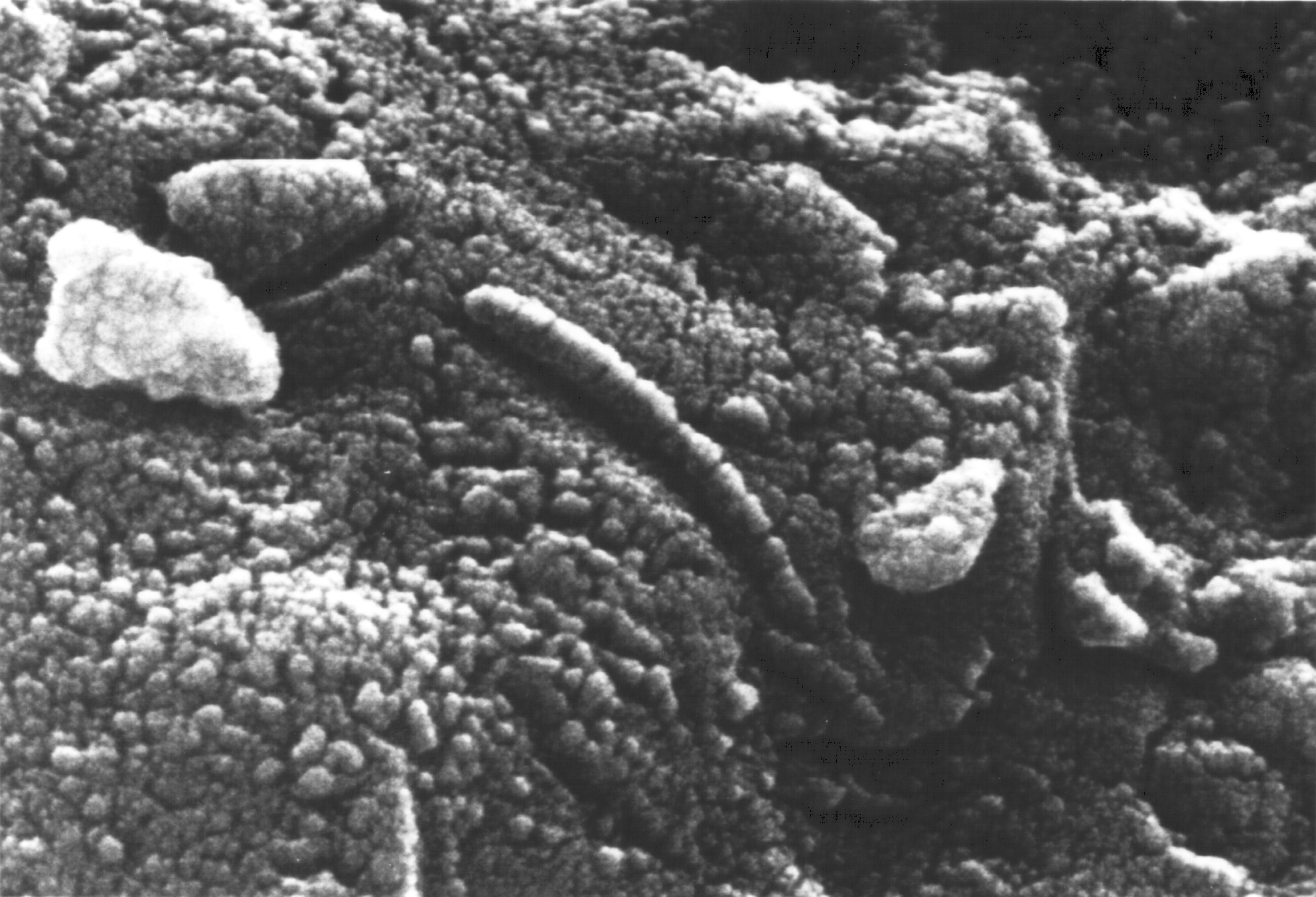
Електронний мікроскоп виявив бактерієподібні структури у фрагменті метеорита ALH 84001

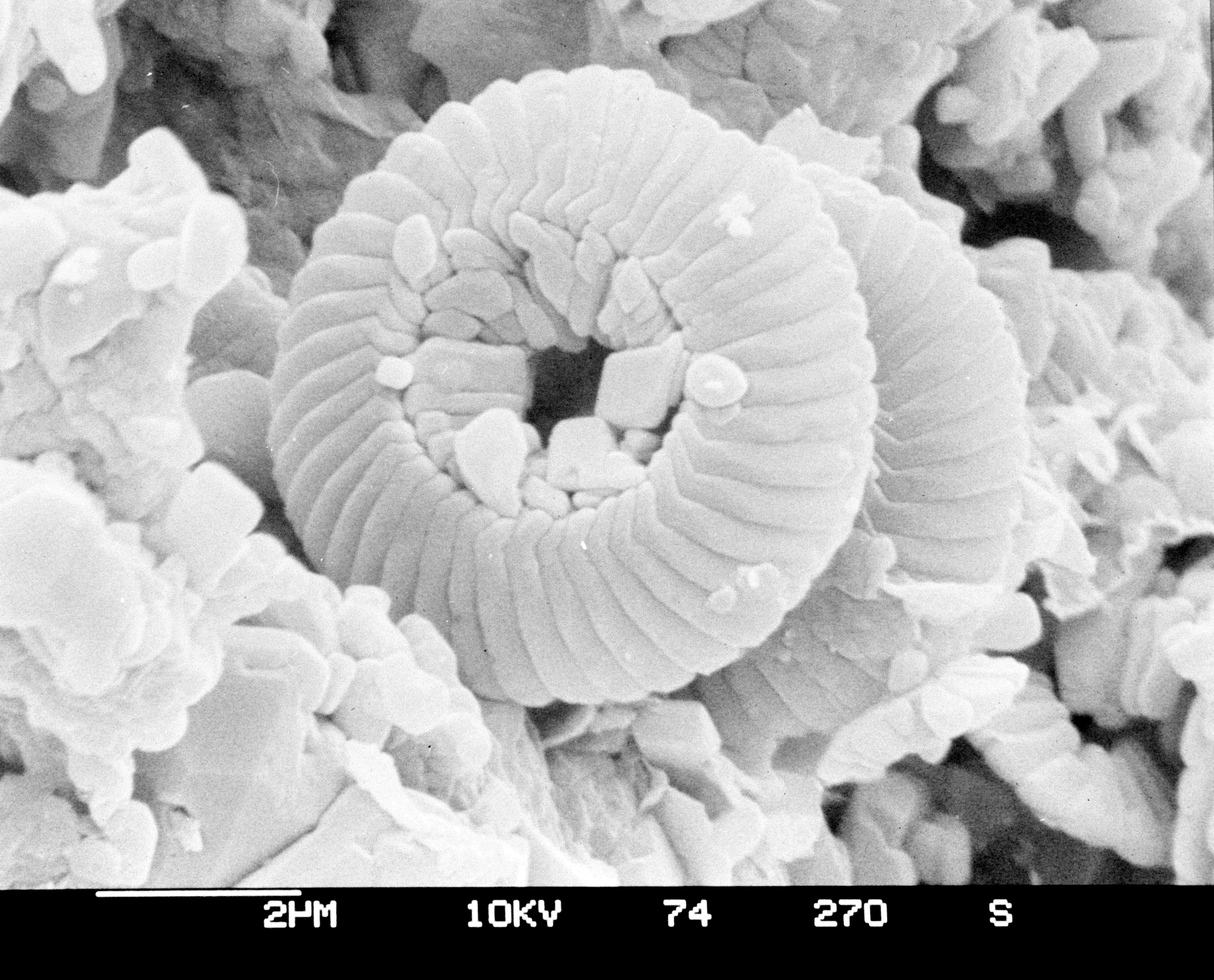
Електронна мікрофотографія мікрофауни з осадових кернів, отриманих за програмою Deep Sea Drilling Program

Біосигнатура (англ. Biosignature) — будь-яка речовина — ізотоп, молекула, або явища, що забезпечують науковий доказ в минулому або сьогоденні життя. Вимірювані атрибути життя включають свої складні фізичні та хімічні структури, а також використання вільної енергії та виробництво біомаси й відходів. Завдяки своїм унікальним характеристикам, біосигнатура може тлумачитися як щось зроблене живими організмами.
Однією із таких речовин є фосфін, що можуть виробляти мікроорганізми. У природних умовах він швидко входить в реакцію чи руйнується, тому без постійного джерела (яким можуть бути або мікроорганізми, або хімічні лабораторії людей), його не може бути на планеті. У 2020 році з'явилася інформація, що фосфін виявили на Венері.